# Chodosy (rejon żabinecki)
Chodosy (biał. Хадасы, Chadasy; ros. Ходосы, Chodosy) – wieś na Białorusi, w obwodzie brzeskim, w rejonie żabineckim, w sielsowiecie Leninski, nad Trościanicą.
Wieś położona jest przy drodze magistralnej M1, po obu stronach autostrady.

## Historia
W XIX i w początkach XX w. wieś i majątek ziemski położone w Rosji, w guberni grodzieńskiej, w powiecie kobryńskim, w gminie Pruska. Mieścił się tu zarząd policyjny dla 8 gmin powiatu. Majątek był własnością Sipajłów, a następnie Bałbaszewskich.
W dwudziestoleciu międzywojennym leżały w Polsce, w województwie poleskim, w powiecie kobryńskim, do 18 kwietnia 1928 w gminie Pruska, następnie w gminie Kobryń. W 1921 miejscowość liczyła 58 mieszkańców, zamieszkałych w 6 budynkach, wyłącznie Polaków. 55 mieszkańców było wyznania prawosławnego i 3 mojżeszowego.
Po II wojnie światowej w granicach Związku Sowieckiego. Od 1991 w niepodległej Białorusi.